# Grubbnäsudden
Grubbnäsudden is een dorp binnen de Zweedse gemeente Kalix. De omgeving lag 8500 jaar geleden nog onder de zeespiegel, maar in de Steentijd waren er al bewoners in dit gebied. Men vond woonplaatsen uit die tijd. Het dorp zelf ontstaat rond 1805 als David Larsson uit Stråkanäs als jongste zoon van de familie zelf een terrein wil hebben. Tot op heden is er Dåvis, een akker die naar de stichter is genoemd.
Grubbnäsudden is eigenlijk dubbelop. Grubb komt van Grobba (landtong) en udde betekent landtong. Grubbnäsudden vormt een landtong in het vrij ondiepe Storträsket.
Bestuurscentrum: Kalix (tätort)
Tätort: Båtskärsnäs · Bredviken · Gammelgården · Karlsborg · Morjärv · Nyborg · Påläng · Risögrund · Rolfs · Sangis · Töre
Småort: Åkroken · Björkfors · Börjelsbyn · Granholmen · Innanbäcken · Innanlandet · Kälsjärv · Lappbäcken · Målson · Månsbyn · Ryssbält · Siknäs · Storön · Stråkanäs · Sören · Vallen · Vånafjärden
Overig: Björkvattnet · Bjumisträsk · Bondersbyn · Brattlandet · Empoberget · Forsbyn · Granån · Grubbnäsudden · Grytnäs · Hällfors · Holmträsk · Hömyrfors · Kamlunge · Klinten · Korpikå · Långfors · Lantjärv · Marieberg · Moån · Östanfjärden · Östra Flakaträsk · Östra Granträsk · Övermorjärv · Räktjärv · Rian · Småkvarn · Sockenträsk · Stora Lappträsk · Storsien · Tjäruträsk · Törböle · Törefors · Västannäs · Västra Flakaträsk · Vitvattnet ·